# Júlia Liptáková
Júlia Liptáková (ur. 8 kwietnia 1984 w Nová Dubnica, Słowacja) – słowacka modelka.
Urodziła się i niemal całe dzieciństwo spędziła w małym słowackim mieście Nová Dubnica niedaleko Trenčína. Po pomyślnym zdaniu egzaminu wstępnego rozpoczęła naukę w gimnazjum w Dubnici nad Váhom. Obecnie studiuje na wyższej uczelni.
Już w wieku szesnastu lat zaczęła brać udział w szeregu konkursów piękności, zwyciężyła już na konkursie Miss dievča (Miss dziewczyna) w 2000 roku w rodzinnej Novej Dubnici. W 2004 roku w Malezji uzyskała prestiżowy tytuł Miss Body Beautiful of the World a w Chinach specjalną nagrodę Miss Bikini of the World. 
We wrześniu 2005 roku odbył się w Korei światowy finał konkursu Model Of The Year, gdzie zdobyła tytuł II wicemiss i z przewagą wygrała w kategorii Best Body In Swimsuit. 
W bezpośrednio nawiązującym konkursie Global Beauty Queen, który odbył się w Chinach zajęła 4. miejsce (3. runner up) i wygrała w kategorii Miss Disco Queen.
Wzrost 174 cm, jej wymiary 90-61-89; ma blond włosy i niebieskozielone oczy.